# 북동부 행정구

북동부 행정구의 위치

북동부 행정구 또는 세베로보스토치니 행정구(러시아어: Северо-Восточный административный округ)는 모스크바에 위치한 구이다. 17개의 행정 구역이 위치해 있다.